# 329
329 foi um ano comum do século IV que teve início e terminou a uma quarta-feira, segundo o Calendário Juliano. a sua letra dominical foi E.
| Ano completo                        |
| ----------------------------------- |
| Ano comum com início à quarta-feira |